# Lívia Renata Souza
Pour les articles homonymes, voir Souza.
Livia Renata Souza, née le 11 mars 1991 à Araraquara dans l'État de São Paulo, est une pratiquante de MMA brésilienne évoluant au sein de l'Invicta FC dans la catégorie des poids pailles.

## Biographie
Livia Renata Souza a débuté le judo et le Jiu-jitsu à l'âge de 7 ans et a été habituée à combattre en compétition depuis cette époque.

## Carrière en MMA

### Début de carrière
Livia Renata Souza connaît son premier combat professionnel au sein de l'organisation Predador FC le 9 mars 2013 à São Paulo au Brésil. Face à l'Argentine Cintia Candela Faria elle remporte la victoire par soumission grâce à une clé de bras au bout de 2 min 35 s.

### Invicta Fighting Championships
Lorsqu'elle signe avec l'Invicta FC, Livia Renata Souza affiche des statistiques prometteuses (7-0) avec 6 victoires par soumission. Dès son premier combat elle doit affronter la tenante du titre des poids pailles 115 lb (52 kg) la Finlandaise Katja Kankaanpää qui remet son titre en jeu pour sa première défense.
Le 24 avril 2015 le combat a lieu à Kansas City dans le Missouri lors de l'Invicta FC 12: Kankaanpää vs. Souza. La Brésilienne commence très bien le combat, prend le dos de son adversaire et tente un étranglement arrière. Mais Katja Kankaanpää résiste et tient bon jusqu'à la fin de la manche. Durant les second et troisième round la Finlandaise domine le clinch  et place de bons coups de genoux aux jambes au corps ainsi qu'à la tête. Lors de la quatrième reprise Livia Renata Souza semble fatiguée et prend de plus en plus de coups. Elle subit mais place un étranglement en triangle dont Katja Kankaanpää n'arrive pas à sortir et qui solde l'issue du combat.
Livia Renata Souza reçoit de la part de l'Invicta FC un bonus de 1000$ pour la récompense de performance de la soirée à la suite de cette soumission.

### Distinctions
- Invicta FC
  - Performance de la soirée (deux fois)
  - Championne poids pailles (2015-2016)

### Palmarès en MMA
| 10 combats     | 9 victoires | 1 défaites |
| Par KO         | 1           | 0          |
| Par soumission | 7           | 0          |
| Sur décision   | 1           | 1          |

| Résultat | Record | Adversaire           | Méthode                                        | Événement                             | Date              | Round | Temps | Lieu                               | Notes                                                                       |
| -------- | ------ | -------------------- | ---------------------------------------------- | ------------------------------------- | ----------------- | ----- | ----- | ---------------------------------- | --------------------------------------------------------------------------- |
| Défaite  | 9-1    | Angela Hill          | Décision partagée                              | Invicta FC 17: Evinger vs. Schneider  | 7 mai 2016        | 5     | 5:00  | Costa Mesa, Californie, États-Unis | Perd le titre des poids pailles de l'Invicta.                               |
| Victoire | 9-0    | Deanna Bennett       | TKO (coup de pied au ventre et coups de poing) | Invicta FC 15: Cyborg vs. Ibragimova  | 16 janvier 2016   | 1     | 1:30  | Costa Mesa, Californie, États-Unis | Défend le titre des poids pailles de l'Invicta. Performance de la soirée.   |
| Victoire | 8-0    | Katja Kankaanpää     | Soumission (étranglement en triangle)          | Invicta FC 12 - Kankaanpaa vs. Souza  | 24 avril 2015     | 4     | 3:58  | Kansas City, Missouri, États-Unis  | Remporte le titre des poids pailles de l'Invicta. Performance de la soirée. |
| Victoire | 7-0    | Camila Lima          | Soumission (étranglement arrière)              | Talent MMA Circuit 12 - Campinas 2014 | 20 septembre 2014 | 1     | 0:47  | San Paolo, Brésil                  |                                                                             |
| Victoire | 6-0    | Edlane Franca Godoy  | Soumission (clé de bras)                       | XFMMA : X-Fight MMA 9                 | 21 août 2014      | 1     | 4:01  | San Paolo, Brésil                  |                                                                             |
| Victoire | 5-0    | Bianca Reis          | Soumission (étranglement en triangle)          | Costa Combat : MMA Costa Combat       | 14 décembre 2013  | 1     | 0:42  | San Paolo, Brésil                  |                                                                             |
| Victoire | 4-0    | Aline Sattelmayer    | Décision unanime                               | Talent MMA Circuit 4 : Itatiba 2013   | 26 octobre 2013   | 3     | 5:00  | San Paolo, Brésil                  |                                                                             |
| Victoire | 3-0    | Andressa Rocha       | Soumission (clé de bras)                       | PFC - Predador FC 24                  | 9 août 2013       | 2     | 4:02  | San Paolo, Brésil                  |                                                                             |
| Victoire | 2-0    | Aline Sattelmayer    | Soumission (clé de talon)                      | XFMMA : X-Fight MMA 6                 | 27 juillet 2013   | 1     | 0:24  | San Paolo, Brésil                  |                                                                             |
| Victoire | 1-0    | Cindia Candela Faria | Soumission (clé de bras)                       | PFC : Predador FC 23                  | 9 mars 2013       | 1     | 2:35  | San Paolo, Brésil                  |                                                                             |